# Club Super3
Club Super3 es un programa producido y emitido en Cataluña por Televisió de Catalunya. Se estrenó el 11 de febrero de 1991, aunque su formato ha experimentado varios cambios a lo largo de su historia.
El programa ofrece a sus seguidores la posibilidad de convertirse en socios (llamados Súpers). Los Súpers reciben descuentos en actividades culturales y lúdicas y pueden participar en las fiestas anuales que organiza el programa. En 2007 alcanzó el millón de miembros, siendo el club más numeroso de Cataluña y la asociación infantil con más socios de Europa.

## Historia y Personajes
El programa fue creado por Joan Sibina y Anna Ribas que, en 1989, empezaron a preparar el proyecto para emitirlo en 1990. El club tenía la finalidad de entretener al público infantil y realizar actividades lúdicas con este como la Festa dels Súpers (La Fiesta de los Súpers) o iniciar campañas de ayuda para los más desfavorecidos.

### Club Super3 (1991-2006)
El 11 de febrero de 1991, Televisió de Catalunya iniciaba las emisiones del programa Club Super3, un programa contenedor de series infantiles que se caracterizaba por emitir gags entre serie y serie. Estos gags permitían que los niños y niñas interaccionasen y participaran en este club. Paralelamente a la creación del club, también se realizaron actividades fuera del ámbito televisivo, por ejemplo, creando un carnet que les permitía disfrutar de ventajas.
| Personaje        | 1991 | 1992 | 1993 | 1994 | 1995 | 1996 | 1997 | 1998 | 1999 | 2000 | 2001 | 2002 | 2003 | 2004 | 2005 | 2006 |
| ---------------- | ---- | ---- | ---- | ---- | ---- | ---- | ---- | ---- | ---- | ---- | ---- | ---- | ---- | ---- | ---- | ---- |
| Bibiana          |      |      |      |      |      |      |      |      |      |      |      |      |      |      |      |      |
| Jordi            |      |      |      |      |      |      |      |      |      |      |      |      |      |      |      |      |
| Kès              |      |      |      |      |      |      |      |      |      |      |      |      |      |      |      |      |
| Krust            |      |      |      |      |      |      |      |      |      |      |      |      |      |      |      |      |
| Lèmak            |      |      |      |      |      |      |      |      |      |      |      |      |      |      |      |      |
| MegaZero         |      |      |      |      |      |      |      |      |      |      |      |      |      |      |      |      |
| Nets             |      |      |      |      |      |      |      |      |      |      |      |      |      |      |      |      |
| Noti             |      |      |      |      |      |      |      |      |      |      |      |      |      |      |      |      |
| Petri            |      |      |      |      |      |      |      |      |      |      |      |      |      |      |      |      |
| PetriKrust       |      |      |      |      |      |      |      |      |      |      |      |      |      |      |      |      |
| PetriOmbreta     |      |      |      |      |      |      |      |      |      |      |      |      |      |      |      |      |
| Ruïnosa          |      |      |      |      |      |      |      |      |      |      |      |      |      |      |      |      |
| SuperÉ           |      |      |      |      |      |      |      |      |      |      |      |      |      |      |      |      |
| SuperMà          |      |      |      |      |      |      |      |      |      |      |      |      |      |      |      |      |
| Tomàtic          |      |      |      |      |      |      |      |      |      |      |      |      |      |      |      |      |
| Top, Buf y Flash |      |      |      |      |      |      |      |      |      |      |      |      |      |      |      |      |

#### Primera Etapa (1991-1999)
- Nets: fue el primer personaje. Era la encargada de leer las cartas de los Súpers, hacer carnets y llevar el club con buen pie. El personaje cambió de rostro cuando Nets decidió ir al espacio con un cohete espacial, el cual la llevó a un planeta llamado Morf. Allí había un laberinto de espejos, en los cuales en el interior soplaba un viento muy fuerte, que transformó a Nets en Nets “2”. Tiempo después, Nets “2” volvió a Morf guiada por el libro de los engimas para salvar a Petri, que había quedado dormido por culpa de un encanterio de MegaZero. El libro le dijo a Nets que fuera al interior del remolino, al centro del laberinto de espejos, y allí recibiría poderes para transformarse. Estos poderes la transformaron en Netsòlia. Para transformarse, Nets gritaba "morfing!" y girava sobre sí misma a gran velocidad. Tenía cabello blanco y recogido en un complemento algo estrambótico. Llevaba antifaz y tenía los labios pintados de morado. Estaba vestida con un vestido de color morado y pantalones blancos. Y siempre se desplazaba gracias a unos patines que llevaba siempre. Podía volar y transformarse en cosas pero no siempre controlaba este poder adecuadamente y ello le generaba problemas. Con todos estos poderes, Netsòlia era una digna oponente contra MegaZero, hasta que un día este le arrebató los vientos de Morf con los poderes del libro de Isis, con lo cual Nets nunca pudo volver a transformarse de nuevo. Nets desapareció en 1999 cuando quedó atrapada en la esencia de MegaZero. Allí, las dos neuronas de MegaZero, Poca y Solta , la obligan a participar en un concurso si quería salir: Qui l'Encerta, Surt (Quien la Acierta, Sale), en el que cada vez que falla, se hace más pequeña hasta convertirse en una bola de luz. Esta bola de luz se transfirió, gracias a SuperMà, a la foto de Bibiana que estaba en un calendario de 1999 dentro de la mente de MegaZero. Una vez se introduce la bola de luz cobra vida y puede salir.
  - Personaje interpretado por:
    - Victoria Pagès (1991-1993)
    - Irene Belza (1993-1999)
- Noti-Press:, llamada Noti, fue otro de los personajes de la primera etapa. Iba vestida de rojo y negro y era la reportera del club. Noti tenía la capacidad de generar imágenes a su cuerpo y a su ropa. Durante una estancia al mundo de Muaré, perdió la imagen y SuperMà le devolvió una imagen más moderna. Con este cambio, adquirió la central de datos, una versión digitalizada y ultramoderna de su banco de imágenes. Lo utilizaba para sus reportajes y responder preguntas al instante. A partir de este momento, empezó a cambiar de ropa, siempre de colores rojo y negro y conservando algún elemento del vestido original, cosa que, entonces, no había hecho. A principios de 2000, Noti desapareció, sin ningún motivo, de Club Super3 cuando terminó la trama dedicada a Egipto y las momias.
  - Personaje interpretado por: Montse Puga
- Petritxol: llamado Petri, era otro de los personajes de la primera etapa. Se encargaba de emitir los faxes con el PetriFax que tenía su traje en el abdomen y que demostraba tener vida propia con sus mensajes. Ponía el prefijo petri- en muchos de los motes y había muchas frases que siempre dejaba caer en momentos precisos como por ejemplo: petriestupend, petrillons, etc. También llevaba las cartas de los Súpers a Nets y, más tarde, a Bibiana. Siempre iba vestido de amarillo y negro, llevaba un casco y gafas de sol y al principio un monopatín. Petri desapareció en octubre de 2001 secuestrado por MegaZero después de una lucha fratricida con la ayuda de los petriclones. Durante la Festa dels Súpers de ese mismo año, los niños y niñas tuvieron que dibujar petriclones. La fusión de Petri y los petriclones dio lugar a PetriKrust.
  - Personaje interpretado por: Ramón Peris-March

#### Segunda Etapa (1999-2003)
- Bibiana: personaje que salió de un calendario que estaba en la mente de MegaZero, cuando Nets, con forma de bola de luz, se introdujo dentro de su imagen y cobró vida. A partir de este momento pasó a llevar a cabo las funciones de Nets y, todo y no ser ella, conservaba todos sus recuerdos.
  - Personaje interpretado por: Bibiana Guzmán
- Jordi: apareció a finales de 1999. Conducía el programa junto con Bibiana y hacía reportajes. Jordi se mantuvo en el club hasta finales del año 2000, poco después de la Festa dels Súpers, cuando salió disparado con un cohete espacial por MegaZero y perdió la conexión con Bibiana cuando las ondas de emisión ya no llegaban a la Tierra. En este punto se da a entender que entre los dos había un amor importante.
  - Personaje interpretado por: Jordi Padrosa
- PetriKrust: en 2001, Petri fue substituido por un nuevo personaje. Todo empezó cuando Petri emprendió una lucha, nada satisfactoria, contra MegaZero, acompañado por los petriclones (personajes parecidos a Petri pero con aspectos diferentes). Pero después de un tiempo de lucha, Petri fue secuestrado por MegaZero. Para liberarlo, los Súpers tuvieron que dibujar petriclones en la Festa dels Súpers. Petri se pudo liberar de MegaZero, pero a la vez fusionado con los petriclones que habían dibujado los Súpers. Esta fusión dio lugar a PetriKrust, muy parecido a Petri pero con un aspecto más moderno y, a diferencia de este, cambió en tres ocasiones de traje. Al principio seguía utilizando el prefijo petri-, pero pronto perdió la costumbre y, de la misma manera, su nombre se simplificó a Krust. Hablaba utilizando sinónimos: “he vist/mirat aquesta serie”. Perdió el PetriFax que fue substituido por el Krustimàtic, de donde le salían todo tipo de objetos. Además, disponía de la Krustiola que le permitía volar.
  - Personaje interpretado por: Víctor Álvaro
- Lèmak: salió de la web del club en octubre de 2001 al mismo tiempo que aparecía PetriKrust. Leía los mensajes de correo electrónico y los correos de los Súpers, se encargaba de la web y, aparte, hacía la función de reportero. Tenía frases características como “repixels”, “per tots els bits”, etc. Estuvo hasta el final del club, cuando desapareció por culpa de la máquina capgiradora.
  - Personaje interpretado por: Víctor Álvaro

#### Tercera Etapa (2003-2006)
- Krust: personaje que entró en marzo/abril de 2003. PetriKrust fue enredado por Ruïnosa y se lo llevó a la sala de operaciones de su clínica de belleza. Una vez allí, lo adormeció y le tomó la Krustiola. Ruïnosa le quería operar y ponerle una nariz de cerdo. A media operación, Krust logra escapar un poco cambiado. Empezó una lucha para recuperar la Krustiola. En todos los encuentros entre él y Ruïnosa, ella lo quería liquidar, no obstante, la Kurstiola no podía matarlo y simplemente le cambiaba el aspecto y la personalidad: Krust malhumorado, torpe, atractivo, etc. En un último momento, Ruïnosa capturó a Krust con su ejército de clones, las ruïnosetes, quien fue liberado por el rey de bastos dándole la imagen definitiva. Una vez lograda esta imagen, y aún sin la Krustiola, ideó un plan para recuperarla que consistía en seducir a Ruïnosa con la Bastoriola, la Krustiola del rey de bastos. En plan de Krust tuvo éxito y pudo recuperar la Krustiola. Krust se encargaba de proteger el Club Super3 de la Ruïnosa y el MegaZero. Recuperando el estilo de Petri, utilizaba el mote krust para hacer juegos de palabras como krustiola, krusants, krustilleres, etc.
  - Personaje interpretado por: Joan Dausà
- Kès: en 2004, Bibiana quedó atrapada en un concurso llamado Ni Gat ni Gos (Ni Gato ni Perro) por culpa de MegaZero y Ruïnosa. Finalmente, pudieron salir a través de un espejo quedando fusionados en el cuerpo de Kès, que era la azafata del programa, pero conservando la memoria de Bibiana.
  - Personaje interpretado por: Agnes Busquets

#### Otros Personajes
- SuperMà: mano con un guante azul y una capa roja con el poder de vencer a MegaZero. Durante un tiempo, por culpa de MegaZero, SuperMà perdió su fuerza y gracias, de nuevo, a la colaboración de los Súpers, recuperó toda su vitalidad.
- Top, Buf y Flash: son tres minúsculas criaturas que siempre aparecían juntas. Top era el sensato, de color azul y llevaba gafas, Flash era el acelerado, de color rojo y llevaba siempre una visera sin gorra, y Buf era el vago, de color amarillo, siempre llevaba auriculares y tenía ganas de dormir. Siempre que se encontraban con los Megatxis, una especie de copias pequeñas de MegaZero, que los aplastaban con masas.
  - Personajes interpretados por: Victoria Pagès, Montse Puga y Ramón Peris-March
- Tomàtic: es una mezcla de teléfono y tomate con gafas de sol que hablaba y que tenía un contestador donde los Súpers le pedían vídeos. En los inicios, se mostraba como un autómata con plató propio y, posteriormente, se mostró como una animación. Como que las diversas peticiones eran más frecuente que los Súpers pidieran videoclips, en los inicios del año 2000, Tomàtic pasó a tener un programa propio, Top Ten Tomàtic, donde hacía de DJ y emitían videoclips, entrevistas musicales, se proponían concursos a los Súpers y también había gags entre espacio y espacio, protagonizados por el propio Tomàtic junto con Cosí, su primo. Tomàtic tenía un carácter extrovertido y alocado y durante la primera etapa estaba acompañado por Verona, otro teléfono que era la antítesis del tomate rojo; seria, estirada, etc., y de la cual estaba enamorado. Hasta le dedicó una canción en su disco Transtomàtic Express (1997) llamado Oh! Verona.
  - Personaje interpretado por: Ferran Albiol
- PetriOmbreta: la sombra traviesa de Petri. Durante un concurso dedicado a la luz, la sombra de Petri cobró vida propia. Era una versión infantil de Petri, se enfadaba fácilmente cuando las cosas no le salían bien, era traviesa, juguetona y hablaba con un tono de voz agudo. Como rasgo característico, a menudo decía Petrizíííí. En algún momento entre 2000 y 2001, dejó de aparecer sin ningún motivo.
  - Personaje interpretado por: Ramón Peris-March
- Lluenta: una nutria ecologista que daba consejos medioambientales y que explicaba curiosidades sobre los animales y las plantas. A no poder expresarse, se comunicaba mediante el uso de carteles
- SuperÉ, una estrella que siempre tenía respuestas científicas a las dudas de los Súpers. Entró a formar parte del club a finales de 2001 y se presentó ante Bibi. En diciembre de 2001, SuperÉ se convirtió en la imagen de L'Enciclopèdia Catalana (la Enciclopedia Catalana), una enciclopedia formada por 19 volúmenes dirigida al público juvenil.[5]

#### Villanos
- MegaZero: es el principal villano del Club Super3. Es un virus que intenta destruir el club y que creaba constantes interferencias durante la emisión de éste. Su nombre completo es MegaHiperGranInfraZeroComaZero Alias Zero. 
  - Personaje interpretado por: 
    - Ramón Peris-March
    - Ferran Albiol
- Nano: fue un secuaz de MegaZero en un intento de destruir el Club Super3. Después del secuestro de SuperMà por parte de Megazero y de que Petri, Noti y Nets recuperasen su forma, el virus manda a Nano para crear el Club Mega Zero. El secuaz manda a prisión a los tres protagonistas para hundir el club. Finalmente, Nano se enamora de Nets y los pone en libertad.
  - Personaje interpretado por: Vicente Gil
- Ruïnosa Gratandós: personaje que, en un principio, fue presentada como pareja de MegaZero pero que, rápidamente, se desvinculó del virus. Aunque Ruïnosa y MegaZero trabajaran por separado, ambos tenían el mismo objetivo, destruir el Club Super3. Vanidosa, narcisista, creída, etc., todos estos eran los adjetivos que definían el personaje. La popularidad de este personaje fue tal que estuvo en activo desde 1997, año de su aparición, hasta 2006, año del final del antiguo Club Super3. Llegó a tener su propio “canal” llamado TeleRuïnosa y hasta grabó un disco en 2001 en solitario titulado Ruïnosa Gratand'on Gratand'off.
  - Personaje interpretado por: Anna Casas

#### Final del Club Super3
Ruïnosa creó la máquina capgiradora, una máquina que convertía a Kès, Lèmak y Krust en ruïnosos, pero, por un imprevisto, también convertía a MegaZero y Ruïnosa en Súpers. Kès, Lèmac y Krust, en su personalidad ruïnosa, borraron a SuperMà gracias a MegaZero. Pero la máquina tenía un defecto; y es que los efectos duran un rato y se van, y luego vuelven, y así hasta el infinito. Así que, aprovechando, Kès, Lèmac y Krust que no estaban en su personalidad ruïnosa, trataron de usar la máquina capgiradora para volver atrás en el tiempo. Esa era su única oportunidad pero fallaron. El 11 de septiembre de 2006, la máquina capgiradora de Ruïnosa atrapa al Club Super3 y a todos sus personajes en un agujero del tiempo y los hace retroceder 15 años en el tiempo. La última imagen del “antiguo” Club Super3 es SuperMà sobrevolando la pantalla y dejando la pantalla en negro.

### La Família del Super3 (2006-2021)
El 12 de septiembre de 2006, Club Super3 parte de grandes cambios en su diseño, personajes, logotipo, series y página web. A partir de este momento, los personajes son una familia, la familia del Super3.

#### Historia
Cinco dibujos animados fugitivos deciden huir del último capítulo de su serie y venir al mundo real donde, convertidos en humanos, tendrán que adaptarse a una nueva vida y a las costumbres de los humanos. Este grupo de dibujos está formado por Àlex, la inventora, Roc, el músico, Pau, el aventurero, Lila, la artista, y Fluski, protagonista de una serie que nunca llegó a estrenarse. Cada personaje venía con un objeto mágico personal asociado a diferentes temáticas y que definía su personalidad: el mando que controla el tiempo de Àlex, el RocPod de Roc, la llave que abre la puerta al mundo de los dibujos animados de Fluski, el Bonsai que habla de Pau y la cámara de fotos mágica de Lila, además de Mildred, su araña amiga. 
Para pasar totalmente inadvertidos, los dibujos fingen ser una familia humana, ocultar al resto de los humanos que son dibujos animados convertidos en humanos y la puerta que conecta el mundo real con el de los dibujos animados y vivir de alquiler en una casa propiedad del sr. Pla, un especulador inmobiliario que vive enfrente de ellos junto con su sobrina Pati Pla. 
En la casa, además de intentar llevar una vida humana, la familia trabaja y gestiona las actividades del club haciendo los carnets de los Súpers, leyendo los correos electrónicos, enviando felicitaciones de cumpleaños, etc., tareas que tienen que ocultar al sr. Pla, ya que si este les pillara organizando actividades lúdicas y gratuitas, les expulsará de la casa, la tiraría abajo y podría construir su rascacielos. 
En 2009, aparecen en la vida de los dibujos nuevos personajes: Anna, integrante del grupo SP3 y que está totalmente enamorada de Roc, Ovidi, hijo de los vecinos y que pasa muchas horas en la casa, Rick, quien es contratado por el sr. Pla para intentar echar a la familia de la casa, y Tru, una cerdita del mundo de los dibujos animados que llega al mundo de los humanos gracias a Fluski a cambio de que ésta le consiga un papel en una serie.
En mayo de 2010, Lila y Mildred experimentan el cambio a la adolescencia saliendo de un par de capullos totalmente renovadas y, a partir de este momento, Lila empieza a salir con Desmond, su novio fantasma.
En septiembre de 2013, la familia viaja a la luna y, allí, Roc encuentra un huevo alienígena del que sale Biri Biri, un bebé alienígena que visita a la familia durante las noches de luna llena.
En mayo de 2014, Roc recibe una oferta de volver al mundo de los dibujos animados y protagonizar una nueva serie en donde cumpliría su sueño de ser estrella del rock, oferta que estuvo a punto de rechazar para no hacer daño a Pati Pla pero que, después reconciliarse con ella, finalmente acepta volver al mundo de los dibujos animados despidiéndose de su familia y de su amor verdadero.
En junio de 2014, ocurren sucesos paranormales en la casa que atemoriza a la familia y de los que Lila investiga su procedencia para terminar descubriendo un castillo bajo la casa que pertenecía a la familia de Desmond hace 500 años, quien se convierte en un chico de carne y hueso delante de la familia y quien jura proteger su castillo y a sus integrantes de la amenaza de los Pla, incluida Pati Pla.
En mayo de 2016, Lila decide marcharse de la casa junto con Desmond para irse a vivir a su castillo encantado, decisión que la mete en un conflicto con Pau ya que éste no está preparado para dejar marchar a su hija pero, finalmente, Lila hace las paces con Pau y ésta le pone al cuidado de dos elfas llamadas Nenúfar y Matoll.
En septiembre de 2016, Álex crea un robot de cocina humanoide llamado 6Q que experimenta emociones humanas y que es capaz de comunicarse con el resto de máquinas electrónicas.
En diciembre de 2017, Dan, el hermano pequeño de Fluski, aparece en la casa para quedarse y hacer compañía a su hermano mayor y en enero de 2018 aparece por accidente en la casa Gal·la quien crea un dúo musical con Dan.
| Personaje | 2006 | 2007 | 2008 | 2009 | 2010 | 2011 | 2012 | 2013 | 2014 | 2015 | 2016 | 2017 | 2018 | 2019 | 2020 | 2021 |
| --------- | ---- | ---- | ---- | ---- | ---- | ---- | ---- | ---- | ---- | ---- | ---- | ---- | ---- | ---- | ---- | ---- |
| 6Q        |      |      |      |      |      |      |      |      |      |      |      |      |      |      |      |      |
| Àlex      |      |      |      |      |      |      |      |      |      |      |      |      |      |      |      |      |
| Anna      |      |      |      |      |      |      |      |      |      |      |      |      |      |      |      |      |
| Biri Biri |      |      |      |      |      |      |      |      |      |      |      |      |      |      |      |      |
| Bonsai    |      |      |      |      |      |      |      |      |      |      |      |      |      |      |      |      |
| Dan       |      |      |      |      |      |      |      |      |      |      |      |      |      |      |      |      |
| Desmond   |      |      |      |      |      |      |      |      |      |      |      |      |      |      |      |      |
| Sr. Pla   |      |      |      |      |      |      |      |      |      |      |      |      |      |      |      |      |
| Fluski    |      |      |      |      |      |      |      |      |      |      |      |      |      |      |      |      |
| Gal·la    |      |      |      |      |      |      |      |      |      |      |      |      |      |      |      |      |
| Lila      |      |      |      |      |      |      |      |      |      |      |      |      |      |      |      |      |
| Matoll    |      |      |      |      |      |      |      |      |      |      |      |      |      |      |      |      |
| Mildred   |      |      |      |      |      |      |      |      |      |      |      |      |      |      |      |      |
| Nenúfar   |      |      |      |      |      |      |      |      |      |      |      |      |      |      |      |      |
| Ovidi     |      |      |      |      |      |      |      |      |      |      |      |      |      |      |      |      |
| Pati Pla  |      |      |      |      |      |      |      |      |      |      |      |      |      |      |      |      |
| Pau       |      |      |      |      |      |      |      |      |      |      |      |      |      |      |      |      |
| Rick      |      |      |      |      |      |      |      |      |      |      |      |      |      |      |      |      |
| Roc       |      |      |      |      |      |      |      |      |      |      |      |      |      |      |      |      |
| Tru       |      |      |      |      |      |      |      |      |      |      |      |      |      |      |      |      |

#### Personajes
- Fluski: es el hermano mayor de Dan. Es medio gato medio humano con un estado de ánimo imprevisible. Aunque su serie nunca llegó a estrenarse, Fluski se considera una estrella televisiva. Él es el único que puede atravesar la puerta mágica que conecta el mundo real con el mundo de los dibujos animados. A menudo visita los dibujos animados para probar suerte en alguna nueva serie del Club Super3 o para buscar a su querida gatita rosa, aunque siempre acaba volviendo a casa. Durante un tiempo, fue el mánager de Roc, quien le daba consejos sobre música, la imagen, las metas, etc. Su objeto mágico es la llave que abre la puerta mágica de los dibujos animados que se encuentra en el comedor de la casa.
  - Personaje interpretado por: Albert Ausellé
- Àlex: es la madre de Roc y proveniente de la serie futurista Els Cibernètics (Los Cibernéticos), donde diseñaba estaciones espaciales para todo el universo. Ahora mira de adaptarse a la tecnología del mundo actual, que ella encuentra obsoleta, con la invención de nuevas y extrañas máquinas que no siempre acaban funcionando. Le gusta viajar y leer libros de ciencia ficción. Su objeto mágico es un mando a distancia que puede congelar, acelerar y rebobinar el tiempo a su antojo.
  - Personaje interpretado por: Berta Errando
- Pau: es el padre de Lila y proveniente de la serie Jungles Misterioses (Junglas Misteriosas). Es un explorador de estrafalarias teorías ecologistas que en su serie de dibujos animados viajaba en avioneta en busca de civilizaciones perdidas y especies en peligro de extinción. El mundo urbano al que ha venido le sorprende y pasa largos ratos en su invernadero donde ha dejado crecer una auténtica selva. También tiene tendencia a aborrecer a su familia con sus historias. Su objeto mágico es un bonsái parlante que no para de quejarse del mundo real. 
  - Personaje interpretado por: Joan Valentí Cortés
- Pati Pla: es la vecina humana de la familia y la sobrina del sr. Pla, propietario de la casa. Se siente fascinada por esta familia y por todo lo que envuelve al Club Super3. Se pasa todo el día en la casa y, a menudo, ayuda en la gestión del club, sobre todo en cuanto a los deportes, afición por la que se siente apasionada.
  - Personaje interpretado por: Neus Ballbé
- Filoctetes Pla i Sec: más conocido como el sr. Pla, es el vecino, propietario de la casa que alquila a la familia del Super3 y el tío de Pati Pla. Menosprecia todo lo que tenga que ver con el mundo infantil en general. En sus inoportunas visitas a la casa, busca continuamente pruebas de la existencia del club e inventa excusas para echar fuera de la casa a la familia para tirarla abajo y edificar su propio rascacielos. No le gustan nada las actividades lúdicas e invitaciones gratuitas. Cada vez muestra más afecto hacia Àlex, el único miembro de la familia al que tiene respeto. A menudo, el sr. Pla se disfraza, obligando a Rick, de MobingMan, un superhéroe que se dedica a hacer la vida imposible a la familia del Super3 para que se vayan de la casa. En una ocasión, el productor del club dijo que el personaje del sr. Pla era como el de Ruïnosa de la anterior etapa del Club Super3.
  - Personaje interpretado por: Domènec de Guzmán Ciscar
- Rick Bossa: es el sumiso ayudante del sr. Pla. Está encantado de trabajar para él porqué le admira mucho. Es ambicioso y competitivo. Su misión es ayudar al sr. Pla a hacer fuera a la familia de la casa y acabar con el Club Super3. Tiene predilección por Pati Pla y no entiende por qué pasa tantas horas con los rarets. El sr. Pla obliga a Rick a disfrazarse de Ricky, la hermana de Rick, para hacer que Pati Pla se distancie de la familia del Super3 y contarle a su jefe todo lo que hace su sobrina durante su tiempo libre, así como también es obligado a disfrazarse de MobingBoy, el compañero del superhéroe MobingMan, quien es utilizado de coballa de pruebas por el sr.Pla para descubrir que superpoderes tienen.
  - Personaje interpretado por: David Marcé
- Biri-Biri: es un bebé extraterrestre de color azul que se comunica repitiendo su nombre. En septiembre de 2013, la familia viaja a la luna gracias a un cohete que diseñaron unos Súpers y, una vez allí, Roc se encuentra su huevo extraterrestre que se abre una vez vuelven a la Tierra. Biri-Biri visita a la familia utilizando la PIGA (Porta Intelestelar Giratoria Amaga (Puerta Intelestelar Giratoria Escondida)), un invento de Àlex que hace que Biri-Biri pueda volver a la Tierra, pero solo las noches de luna llena.
  - Personaje interpretado por: Eva Martí
- Nenúfar: es la hermana elfa de Matoll y, como ella, tiene poderes mágicos. Es una elfa de los bosques romántica y delicada. Apareció, junto con su hermana, en junio del 2016 cuando Lila las conjuró para que acompañasen y sean cuidadas por Pau. Tiene poderes mágicos que aún no controla demasiado: a veces quiere hacer florecer flores pero, en vez de eso, crea huracanes y tormentas. Contrariamente a su hermana Matoll, Nenúfar es dulce y soñadora y le encantan las flores, las plantas,... Aun así ¡No te dejes engañar por su sonrisa! A veces, Nenúfar saca a la luz todo su carácter y hace temblar la casa entera si se enfada. Contrariamente a su hermana, Nenúfar siempre sueña con un prado verde lleno de florecillas rosas. Su color favorito es el amarillo. 
  - Personaje interpretado por: Norma Pujol.
- Matoll: es la hermana elfa de Nenúfar y, como ella, tiene poderes mágicos. Apareció, junto con su hermana, en junio del 2016 cuando Lila las conjuró para que acompañasen y sean cuidadas por Pau. Contrariamente a Nenúfar, Matoll es delicada y valiente y siempre sueña en una planta carnívora que sorbe el cerebro de los mosquitos. Su color favorito es el verde tierra.
  - Personaje interpretado por: Laia Pardo
- Dan: es el hermano menor de Fluski. Dan llegó a la casa en diciembre del 2017 para pasar las fiestas de navidad con su hermano, pero al final acabó instalándose en la casa durmiendo en el sofá junto con Fluski. A diferencia de su hermano Fluski, Dan tiene apariencia humana, le gusta hacer surf y referirse a su hermano como brother, cosa que Fluski detesta que le llamen así. Dan puede llegar a ser un poco pesado para su hermano, a quien no le hace gracia tener que compartir su sofá con él. Dan quiere tener una buena relación de hermano con Fluski, aunque este intenta siempre perderlo de vista, cosa que a Dan no le frena para seguir insistiendo. Dan va siempre acompañado de una tabla de surf que tiene un gran mordisco en medio.
  - Personaje interpretado por: Pau Oliver
- Gal·la: es aspirante a cantante. En enero de 2018, Gal·la apareció por accidente en la casa esperando encontrar un casting, pero se encuentra con Dan y se da cuenta de que se ha equivocado de lugar y que el casting era para dúos musicales, así que se lleva a Dan al casting y los cogen a ambos porqué forman un buen equipo. Gal·la escribe sus propias canciones pero se le olvidan fácilmente las cosas y tiene que improvisar para salir del paso, además toca la guitarra.
  - Personaje interpretado por: Alba Encabo

##### Personajes Retirados
- Anna: forma parte de los SP3 y es fan incondicional de Roc. Tímida, dulce, delicada y enamoradiza a más no poder, tiene un objetivo claro en la vida: encontrar el amor auténtico. Combina las continuas visitas a la casa con las actuaciones del grupo SP3 para cantar en directo las canciones del Club Super3.
  - Personaje interpretado por: Anna Castillo
- Tru: es media cerda media humana y proviene de la serie Beautiful Tru del mundo de los dibujos animados. Apareció en la vida de la familia por un favor que le hizo Fluski de visitar y descubrir el mundo de los humanos a cambio de que ella le enchufara en su serie o en alguna otra, objetivo que no ha conseguido pero que siempre acaba volviendo a la casa. Todo lo que tenga que ver con el mundo de los humanos, le fascina. Es el único personaje de toda la familia que domina el inglés y lo encuentra todo cool, amazing, woonderful, etc. Es alegre y despreocupada y, a menudo, pone en peligro a la familia por culpa de su extrema sinceridad. Ella, en cambio, quiere que todos la conozcan. Tiene totalmente enamorado a Pau, detalle que pone a Àlex celosa y por el que ella odie tanto a la cerdita.
  - Personaje interpretado por: Anna Moliner
- Roc: es el hijo de Àlex y proveniente de la serie Els Cibernètics. Su sueño es convertirse en estrella de la música, pero no tiene mucha suerte. Su inteligencia es muy simple, todo y que tiene facilidad en caer bien. Está secretamente enamorado de Pati Pla, la vecina humana de la familia. En mayo de 2014, Roc tuvo que volver al mundo de los dibujos animados porqué fue elegido para protagonizar una serie donde cumpliría su sueño de ser una estrella de la música, elección que le fue difícil de tomar. Su objeto mágico era el RocPod, un aparato que puede cambiar la personalidad de alguien mediante la música que suena.
  - Personaje interpretado por: Ferran Vilajosana
- Ovidi: es el hijo de los vecinos y que pasa muchas horas con la familia porqué sus padres trabajan hasta tarde. Es observador y extremadamente ordenado. Le gusta hacer listas de cualquier cosa. En una casa donde todo estaba desordenado, la presencia de Ovidi pone a prueba de los miembros de la familia.
  - Personaje interpretado por: Jordi Ormad
- Lila: es la hija de Pau y proveniente de la serie Jungles Misterioses. Es una chica entusiasmada por los monstruos y los fantasmas. Viste de gótico y le gusta pintar, la fotografía y leer. Pasaba la mayor parte del tiempo con Desmond, su novio fantasma que, posteriormente, deja de ser un fantasma para ser un chico de carne y hueso. Le gusta gastar bromas a los demás, sobre todo al sr. Pla y a Rick, a quienes aterroriza con elementos sobrenaturales. Lila llegó al mundo de los humanos como una niña de 8 años, pero en mayo del 2010, Lila, junto con su araña Mildred, sufre un cambio al pasar de la infancia a la adolescencia, cambiando su imagen y empezando a salir con su novio fantasma Desmond. En junio de 2016, Lila abandona, junto con Desmond, la casa y a su familia para irse a vivir con su novio a un castillo embrujado, pero, antes de irse, transforma a un matojo y un nenúfar en Matoll y Nenúfar, dos elfas de ocho años para que Pau las cuidara tan bien como lo hizo con ella. Su objeto mágico era una cámara de fotos mágica que visualiza su visión artística y un tanto extraña de las cosas.
  - Personaje interpretado por: Ester Vázquez
- Desmond: es el novio fantasma de Lila que vivía en la casa del Super3 desde hace 500 años cuando era un castillo propiedad de su familia. Desmond quiere ser un auténtico caballero y así proteger el castillo y a todos sus habitantes de todos los peligros los acosan, especialmente de la amenaza de los Pla, a quienes conoce bien desde hace siglos. Desmond empezó a tener cuerpo sólido desde junio de 2014, cuando la familia empieza a experimentar sucesos extraños en su casa y descubren el castillo bajo de ésta. Antes de esto, cuando Lila y él se conocieron, Desmond era un ser incorpóreo y nadie podía verlo, a excepción de Lila que era la única que podía percibirlo y saber lo que decía. Para el resto de miembros de la familia, Desmond se manifestaba mediante flashes de luz y moviendo y haciendo aparecer y desaparecer objetos. Desmond no está acostumbrado a tener cuerpo y por eso se golpea con todo. Le gusta hacerse visible e invisible, tocar el violín y su estimada princesa. No entiende las nuevas tecnologías que asocia con brujería. En junio de 2016, Desmond abandona, junto con Lila, su castillo para irse a vivir con ella a un castillo embrujado.
  - Personaje interpretado por: Víctor Bea.
- Mildred: es la araña y la mejor amiga de Lila. Cuando llegó al mundo real, era una araña de tamaño natural, pero, al mismo tiempo que Lila se transformaba en una adolescente, Mildred se convirtió en una araña gigantesca. Mildred era la única que entendía a su dueña tal vez porqué es una araña irónica, habla poco y es traviesa ya que participaba en todas las bromas de Lila. Su pasatiempo favorito es jugar con el sr. Pla y Rick, a quienes tiene la costumbre de comérselos. Es una experta tejedora, nadie la gana a hacer telarañas. Es peluda, bonita y tiene 8 ojos. Con carácter, se hace sentir cuando se enfada.
  - Personaje interpretado por: Carme Contreras
- Bonsái: es el bonsái que Pau se llevó consigo de su serie. A pesar de que él y Pau nunca están de acuerdo, no pueden vivir el uno sin el otro, aunque no lo reconozcan. El bonsái es un gruñón o, como dice él, exigente e inconformista. A veces es bromista, aunque muy a menudo a Pau no le hagan gracia sus bromas. Es un experto en consejos imposibles o inútiles y defensor de la natura menos de las plantas del invernadero.
  - Personaje interpretado por: Jordi Díaz
- 6Q: es un robot de cocina creado por Àlex. Fue construido en septiembre del 2016. Está programado para hacer más de 200 tareas culinarias y no para sentir ni gustos propios, cosa que la familia lo ayudará para resolverlo. Tiene una notable atracción por Pati Pla, cosa le provoca cortocircuitos cuando está con ella. Entiende y sabe comunicarse con el resto de electrodomésticos y aparatos electrónicos de la casa. En 2018, Àlex decidió desmontar su invento, despidiéndose así de 6Q.
  - Personaje interpretado por: Marc Vilajuana

#### Final de la Familia del Super3
En noviembre de 2020, Televisión de Catalunya anunció que la familia del Super3 se despedirá de los Súpers en junio de 2021, durante el final de la temporada televisiva 2020/2021, después de casi 15 años siendo los protagonistas de Club Super3.
El 19 de junio de 2021 se emitió simultáneamente tanto en TV3 como en el Canal Super3 un especial en el que los miembros de la familia se despedían de los Súpers recordando los mejores momentos que vivieron junto con ellos tanto en sus aventuras como en las ediciones de la Festa dels Súpers. Y ahora su nueva casa es los recuerdos de los Súpers, donde estarán ahí para siempre.

### SX3 (2022-presente)
El 10 de octubre de 2022, el Club Super3 se reforma por completo, pasando a denominarse a partir de esta fecha con el nombre de SX3. Partiendo de una línea gráfica totalmente nueva, con el cual se estrena un nuevo logotipo para el club, el nuevo club viene con dos zonas pensadas para públicos diferentes. Por un lado esta S3, un mundo destinado al público preescolar y cuya línea gráfica se basa en líneas geométricas redondeadas dominadas por el color coral, en donde los niños y las familias pueden aprender y divertirse. Y, por otro lado, esta X3, mundo destinado al público preadolescente y con formas basadas en la X coloreadas de verde y morado dominando la línea gráfica para dar a este mundo un entorno lleno de energía y abierto a la participación de sus usuarios.
A diferencia de las dos etapas anteriores, esta es la primera del club en que no hay personajes centrales protagónicos del club, dejando de hacer concursos, sorteos y actividades entre los socios. La programación de esta etapa se basa en el pase continuo de serie y programas infantiles sin contenido relacionado con el club.

## Series
| - 10+2 - ¡Oye, Arnold! - Angela Anaconda - Asha - Atomic Betty - Avatar: la leyenda de Aang - Bandolero - Batman - Blue Dragon - Bob el Constructor - Bobobobs - Bola de Dragón - Bola de Dragón Z - Bubblebip - Capelito - Capitán Planeta - Cardcaptor Sakura - Chica Supersabia - Cobi - Código Lyoko - Combate Xiaolin - Conan, el Aventurero - Corrector Yui - Cuentos de la Cripta - Danny y Daddy - Denver, el Último Dinosaurio - Detective Conan - Dome, el Pequeño Genio de Baseball - Dinotren - Dora la Exploradora - Doraemon, el Gato Cósmico - Dot - Dr. Slump - Dr. W - Dreamworks Dragones - Doug - Capitán Harlock - El Chico Lobo - El Gran Suixi | - El Mundo de Beakman - El Osito Faluc - El Pequeño Vampiro - Encuéntrame en París - Familia de piratas - Fanboy y Chum Chum - Flying Squirrels - Galactik Football - Garfield y sus Amigos - Gato y Perro - Glumpers - He-Man y los Masters del Universo - Home, Aventuras con Tip y Oh - Horry, el Monstruo de Chocolate - IMP - Inspector Gadget - Inuyasha - Invizimals - Jacob Dos Dos - James Bond Jr. - Juanito Jones - K3 - Kamikaze Kaitō Jeanne - Kaput y Zösky: los Últimos Obliteradores - Karate Kid - Kareshi Kanojo no Jijō - Kinnikuman - Sargento Keroro - Kiteretsu, el Primo más Listo de Nobita - Kiu y sus Amigos - La Abeja Maya - La Bruja Aburrida - La Familia Addams - La leyenda de Korra - La Oveja Shaun - La Piedra de los Sueños - La Vaca Connie - La Vida Moderna de Rocko - Lazy Town - Las Aventuras de Rocky y Bullwinkle | - Las Aventuras de Tintín - Las Aventuras del Gato con Botas - Las Aventuras Extraordinarias de Noteapures - Las Épicas Aventuras del Capitán Calzoncillos - Las Fabulosas Aventuras de Moka! - La Pantera Rosa - Las Tortugas Ninja - Las Tres Mellizas - Les Magilletres - Los Autos Locos - Los Contamimalos - Lola y Virginia - Looney Tunes - Los Cazafantasmas - Los Hermanos Kratt - Los héroes de la ciudad - Los Hoobs - Los Padrinos Mágicos - Los Picapiedra - Los Pingüinos de Madagascar - Los Pitufos - Love Hina - Los Teletubbies - Lucky Fred - Lucky Luke - Mandibulín - Marsupilami - Martin Mystery - Mermaid Melody Pichi Pichi Pitch - Mermaid Melody Pichi Pichi Pitch Pure - Mighty Max - Misterio en Anubis - Minty, el Hada - Miraculous: las Aventuras de Ladybug - Misha, la Gata Morada - Monster Buster Club - Ninja Hattori - Oggy y las cucarachas - Ojamajo Doremi | - One Piece - Pac-Man - Pat el Cartero - Patatas y Dragones - Pingu - Princesa Xahrazad - Ranma Nibun-no-Ichi - Rantaro, el Ninja Boy - Reboot - Rekkit Rabbit - Rolie Polie Olie - Rubbadubbers - Sabrina - Sailormoon - Scooby-Doo - Scruff - Shaggy y Scooby-Doo Detectives - Shin Chan - Space Goofs - Stanley - Sylvan - Teo - Thomas y sus amigos - Timmy y sus Amigos - Tony la Reportera - The Amazing Spiez! - Total DramaRama - Totally Spies! - Tom y Jerry - Ulises 31 - Uni no Toriton - Urusei Yatsura - Vaca y Pollo - Vicky el Vikingo - X-DuckX - X-Men - Yawara! - Zack & Quack - Zombie Hotel |

## El Universo del Club Super3

### Los Carnets de Súpers
Club Super3 dispone, desde sus inicios como programa, de un carnet gratuito para niños de 0 a 15 años. Los niños que poseían estos carnets se llamaban Súpers y los carnets les permite realizar todo tipo de actividades lúdicas, culturales y deportivas gratuitas o con una rebaja.
A partir de la nueva era del club (2006) se crearon dos nuevos carnets, con nueva forma y nuevos colores respecto al anterior; el Carnet Super3, para niños de 0 a 8 años, y el Carnet Super3+, para niños de 8 a 15 años, que incluía todas las actividades del carnet anterior y de otras exclusivas para los más grandes. El 5 de enero de 2007, el club llegó a la cifra de un millón de Súpers dados de alta desde 1991, aunque muchos de ellos ya no estaban activos porqué tenían más de 15 años.
Con la llegada del segundo cambio a SX3, los carnets vuelven a sufrir cambios en su estética. Al igual que su etapa predecesora, los carnets se separan por dos franjas de edad, la S3 para los más pequeños y la X3 para los preadolescentes, ambos con un diseño totalmente diferente al otro. Los dos carnets dan acceso a todas las actividades propuestas, pero las recomendaciones y propuestas varían según el carnet. Otra novedad de estos carnets es que se pueden llevar de manera digital a través de la aplicación oficial instalada en los teléfonos móviles.

### La Festa dels Súpers
Desde 1996, y con la única excepción de 2006 (que no se realizó a causa del cambio que hubo), se celebra una vez al año la Festa dels Súpers, que tiene mucho éxito en todas sus ediciones. Dura un fin de semana y se realizan todo tipo de actividades, juegos, concursos y conciertos para los Súpers en el Estadio Olímpico de Montjuïc (Barcelona). Esta fiesta siempre sirve como desenlace de una trama de los personajes del club en el que la participación de los Súpers es fundamental.

#### Ediciones
- Puja Aquí Dalt i Balla (2000): el Megazero ha creado una nube con la que quiere invadir todas las pantallas de la Tierra. Solo los Súpers pueden detenerlo.
- La PetriFesta (2001): esta fiesta se celebró en el Estadio Olímpico Lluís Companys de Barcelona. La fiesta sirvió para rendir homenaje al personaje más popular del club: Petri. MegaZero secuestró a Petri y la única manera de salvarlo de las garras del virus era con la ayuda de los petriclones que dibujaron los Súpers. Al final, se alcanzó el objetivo y, al día siguiente, Bibi fusionó el cuerpo de Petri con el de los petriclones dando lugar al nuevo personaje del club: PetriKrust.

- La SuperTomaticada (2002): el tatarabuelo del Tomàtic ha sido secuestrado y la única manera de que lo pudieran liberar es que todos los Súpers asistentes a la fiesta gritasen muy fuerte ya que Tomàtic se había quedado afónico y no podía decir nada. En la fiesta, actuaron Els Pets y Lax’N’Busto, así como también el Cor del Club Super3, que presentaron nuevas canciones. A la fiesta acudieron 350.000 personas.[14]

- SuperFesFiuuu! (2003): MegaZero y Ruïnossa quieren boicotear la fiesta, lo único que les puede evitar es que los Súpers que asistan a la fiesta griten fiuuu! para llamar a SuperMà. En la octava fiesta, los Súpers pudieron participar en el concurso Cada Súper s’Autopinta (Cada Súper se Autopinta), que trataba de hacerse un autorretrato de sí mismo para optar a un gran premio. En la fiesta actuaron los grupos Obrint Pas, els Gossos, Macedònia y Kabul Babà.[15][16]

- SuperViatjalaFesta (2004): este año se realizó una gymcana donde los Súpers tenían que superar diferentes pruebas para conseguir las cinco gafas del club y la funda para guardarlas. Cada personaje del Club Super3 tenía un país o zona y se trataba de visitar todos los países para descubrir sus secretos. Cada país o zona tenía un color diferente donde los Súpers podían conseguir las gafas. Además, Ruïnossa iba rondando por todo el recinto haciendo controles de aduanas e impidiendo que los Súpers pudiesen ir de un país/zona a otro. A la fiesta asistieron un total de 350.000 personas.[17][18]

- SuperExploraelClub (2005): MegaZero molestó a los Súpers y esparció su megaboira (meganiebla) con el objetivo de dar la vuelta la fiesta y borrar el club. Mientras, Ruïnossa aprovechó la ocasión para captar socios para su club. Para neutralizar la niebla, los Súpers tuvieron que utilizar el SuperFiulador, un silbato especial que hacía fiuuu. Los Súpers tenían que explorar y descubrir los diferentes secretos del Club Super3 participando en todas las actividades propuestas. A la fiesta asistieron un total de 180.000 personas.[19]

- Salvem la Lila (2007): el sr. Pla ha regalado a Lila un escorpión que se llama Vaivé. Cuando el escorpión pica a la Lila, la niña adquiere la personalidad del sr. Pla y su interés ya no son los monstruos, sino hacer dinero, tirar la casa abajo para construir un rascacielos, destruir al Club Super3 y revelarle al sr. Pla la puerta que conduce al mundo de los dibujos animados. La única manera de detener a Lila y devolverla a su ser es que los Súpers canten todos juntos la canción Tots som Súpers (Todos Somos Súpers) para que recupere su esencia. Después de un año sin la tradicional fiesta debido al gran cambio que sufrió el club, la Festa dels Súpers se volvió a celebrar en el Estadio Olímpico de Montjuïc en Barcelona entre el 27 y 28 de octubre de 2007. A la fiesta asistieron un total de 360.000 personas.[20]

- Roc, Fes-li un Petó! (2008): durante la preparación la duodécima fiesta del club, en donde la Pati Pla tuvo la idea de invitar a sus amigos de todo el mundo, el sr. Pla intenta sabotear la fiesta a través de un pastel envenenado que dormiría a la familia del Super3 en un sueño profundo, pero, en un imprevisto, este pastel termina comiéndoselo su sobrina Pati Pla, por lo que ella se queda dormida y el sr. Pla aprovecha este giro para sabotear la fiesta ya que, sin ella, la familia estará perdida en la preparación de ésta. Después de que Lila y Mildred rescatasen a Pati Pla de las garras de su tío, la familia hace todo lo posible para despertar a Pati Pla descubriendo que la solución es que Roc le de un beso de amor verdadero, pero este tiene demasiado miedo de dárselo. Para que Roc finalmente le pudiera dar el beso y despertar a Pati Pla, los Súpers asistentes a la fiesta tenían que animarlo bajo el grito de Roc, fes-li un petó! (¡Roc, Dale un Beso!). Celebrada entre el 25 y 26 de octubre de 2008, a la fiesta asistieron un total de 380.000 personas.[21]

- Volem, Volem, Volem… Canal Super3! (2009): el sr. Pla y Rick han tenido la idea de abrir su propio canal televisivo, Canal Pla, para hacerse ricos con el dinero de la publicidad y quitarle seguidores al Club Super3. Después de unas cuantas entrevistas a Fluski, Pau y Àlex en el canal, el ambiente entre la familia se hace más tenso, hasta tal punto en el que los tres miembros de la familia se enfaden entre ellos, se enganchen a Canal Pla y dejen de lado sus tareas del club. Pero no solo los miembros de la familia se han enganchado a la programación del canal, también lo han hecho los personajes del mundo de los dibujos animados. Roc tiene la idea de competir el Canal Pla fundando su propio canal televisivo, el Canal Super3, una idea que encantó tanto al resto de miembros de la familia como a los diferentes programas televisivos, como Tags, Info K, una Ma de Contes (Una Mano de Cuentos) y Mic3, que quieren entrar en la programación de este nuevo canal. El objetivo de los Súpers era devolver a Fluski, Pau y Àlex y a los dibujos animados a su ser y todos juntos iniciar el nuevo canal. Así, Canal Super3 inició sus emisiones el 18 de octubre a las 13.08 sustituyendo al canal infantil y juvenil K3. Celebrada entre el 17 y 18 de octubre de 2009, a la fiesta asistieron un total de 350.000 personas.[22]

- Fem un Salt! (2010): desesperado por encontrar nuevos terrenos donde edificar sus rascacielos, el sr. Pla tiene la idea de vaciar los mares utilizando la excavadora que él mismo ha llamado Cuc-1, para así tener nuevos terrenos secos para sus rascacielos. Los efectos de tal operación empiezan a notarse cuando las plantas y los seres vivos del planeta empiezan a morir de sed. En un intento de sorprender a Pati Pla, Roc tiene la idea de sabotear él mismo la excavadora del sr. Pla bajo la identidad de SuperTalp (SuperTopo), pero termina perdiéndose entre los múltiples túneles que hay bajo tierra. Luego, la familia descubre que, si saltan todos juntos, los túneles se cerrarían y los mares recuperarían el agua. Lo único que los frena es que son muy pocos, por eso necesitan la ayuda de los Súpers para rescatar a Roc de los túneles y de tapar los túneles del sr. Pla dando un gran salto bajo el lema Fem un Salt! (Hagamos un Salto). Celebrada entre el 24 y 25 de octubre de 2010, a la fiesta asistieron un total de 380.000 personas.

- Uh! Oh! No Tinc Por! (2011): mientras Rick reforma el despacho del sr. Pla, este descubre un cofre detrás de una de las paredes y de este cofre salen los fantasmas de los antepasados de los Pla formados por el fantasma guerrero, el fantasma pirata y el fantasma soldado. Una vez sueltos, los fantasmas lo destrozan todo a su paso, atemorizando a los miembros de la familia del Super3. El sr. Pla ve que su invasión del mundo va demasiado despacio, así que los fantasmas convocan a sus ejércitos para agilizar la invasión. Lila descubre que la única manera que destruir el ejército es no teniéndoles miedo, pero, con la familia atemorizada, ella sola no puede hacer frente a todos los fantasmas, así que necesita la ayuda de los Súpers para detener al ejército de fantasmas Pla bajo el lema Uh! Oh! No Tinc Por! (¡Uh! ¡Oh! ¡No Tengo Miedo!). Celebrada entre el 22 y 23 de octubre de 2011, a la fiesta asistieron un total de 420.000 personas.

- M’Agrada l’Esport (2012): con el objetivo de convertirse en el hombre más rico y poderoso del mundo, el sr. Pla convierte a Rick con la Golden Boy Machine en el Nen d’Or (El Niño de Oro), un superdeportista que domina todos los deportes y Pati Pla, para hacerle ver a su tío que para ser un buen deportista se requiere un buen entrenamiento físico y mucho esfuerzo, reta a su niño de oro a una competición deportiva contra la familia del Super3 que se celebraría en la Festa dels Súpers. Así, la familia empieza a entrenarse en diferentes modalidades deportivas: Àlex se entrena con el ciclismo, Lila con el tenis, Pau con la esgrima, Fluski en el baloncesto y Roc en el levantamiento de pesas, pero a la familia no se le da bien ninguno de estos deportes y menos cuando el sr. Pla y Rick les están saboteando. Para hacer que la familia gane al Nen d’Or, los Súpers tienen que animar-los gritando m’Agrada l’Esport! (¡Me Gusta el Deporte!). Celebrada entre el 20 y el 22 de octubre de 2012, a la fiesta acudieron un total de 300.000 personas, a pesar de las condiciones meteorológicas que se anunciaron.[23]

- Connectem (2013): en verano del 2013, los Súpers participaron en el concurso SuperNaus (SuperNaves) en el que tenían que enviar naves espaciales construidas por ellos mismo para ayudar a Àlex y a la familia a llegar a la luna. Después de construir una copia a escala real de la nave espacial ganadora, la familia consigue llegar a la luna. Cuando llega el momento de volver a la Tierra, Roc recoge un huevo que se encuentra allí. Cuando llegan a casa, el huevo se abre y de él sale un bebé alienígena al que bautizan como Biri Biri. Mientras la familia cuida del bebé alienígena, el sr. Pla y Rick lo descubren y deducen que es una amenaza para la humanidad, por eso deciden darle caza y convertirlo en salchichas azules utilizando la máquina Salsitxator 3000. La familia se entera de los planes del sr. Pla y su objetivo es devolver a Biri Biri a la luna para que esté a salvo. Para ello, necesitan la ayuda de los Súpers para que todos griten Connectem (Conectemos) mientras hacen la coreografía y así poder llamar a los padres del bebé para que vengan a por él. Celebrada entre el 19 y 20 de octubre de 2013, a la fiesta asistieron un total de 330.000 personas.[24][25]

- Soc Així (2014): el sr. Pla reta a la familia del Super3 a una competición musical en la que la familia cantará y actuará con música pop contra la música heavy metal con la que optan el sr. Pla y Rick. Mientras ambos bandos ensayan para la competición, contando la familia con algunos Súpers y siendo el equipo del sr. Pla y Rick quien mejor aceptación tienen, Desmond hace todo lo posible para separar a Pati Pla del equipo de la familia porqué es una Pla y cree que los traicionará, con lo que el sr. Pla aprovecha la ocasión y atrae a su sobrina a su equipo. Los Súpers tendrán la última palabra en la competición final del equipo de la familia del Super3 contra la familia Pla. Celebrada entre el 25 y 26 de octubre de 2014, a la fiesta acudieron un total de 350.000 personas.[26]

- Arkandú (2015): el sr. Pla le roba a Desmond un colgante mágico peligroso que puede hacer desaparecer a quien quiera cuando quiera y decide utilizarlo para el Pla Circus, su propio espectáculo circense. Lila decide ir ella sola a recuperar el colgante, pero termina siendo secuestrada por el sr. Pla quien amenaza con hacerla desaparecer para siembre delante de todos los Súpers en la Festa dels Súpers. Desmond comunica a la familia el secuestro de Lila y les dice que la única manera de inutilizar el colgante es decir la palabra Arkandú. Disfrazados de circenses, la familia se cuela en el Pla Circus y confirman que la palabra funciona, pero son muy pocos por lo que no funciona del todo. Su única esperanza es que, con la ayuda de todos los Súpers, griten Arkandú para inutilizar para siempre el colgante y salvar a Lila. Celebrada entre el 17 y 18 de octubre de 2015, a la fiesta acudieron un total de 305.000 personas.[27]

- Tots Junts (2016): Àlex inventa un robot de cocina humanoide llamado 6Q que, milagrosamente, no falla. Cuando 6Q conoce a Pati Pla, se enamora de ella. El sr. Pla y Rick descubren a la máquina y su enamoramiento con Pati Pla y quieren impedirlo a toda costa. El sr. Pla y Rick consiguen secuestrar a 6Q convenciéndole que la solución para su amor es que vaya con ellos. Una vez con ellos, desconectan a 6Q y planean fundir al robot en el Pou de l’Infern (El Pozo del Infierno). La familia se infiltra a la planta del sr. Pla y descubren sus malvados planes. Su objetivo es salvar a 6Q con la ayuda de los Súpers gritando todos juntos Tots Junts (Todos Juntos) para revivir el corazón de 6Q. Celebrada entre el 22 y 23 de octubre de 2016, a la fiesta acudieron un total de 200.000 personas.[28]

- Tenim el Poder (2017): la naturaleza se está muriendo porqué CO2 y CO3, dos insectos malignos, han metido un aguijón envenenado al corazón del árbol mágico haciendo que este vaya muriendo y con él la naturaleza. Nenúfar y Matoll, comiendo los últimos frutos sanos de árbol, se vuelven pequeñas y entran al interior del árbol mágico para intentar salvarlo pero son secuestradas por CO2 y CO3. La familia del Super3 decide rescatar a Nenúfar y Matoll entrando ellos también al árbol, convirtiéndose cada uno en un insecto: Fluski en un saltamontes, Pati Pla en una hormiga, Pau en un escarabajo pelotero, Àlex en una libélula y 6Q en un gusano. Cuando descubren a los insectos y a las elfas raptadas, deciden que la única manera de salvarlas es con la ayuda de los Súpers gritando todos juntos Tenim el Poder (Tenemos el Poder) para que Nenúfar y Matoll puedan quitar el aguijón juntas y así salvar el planeta. Celebrada entre el 21 y 22 de octubre de 2017, a la fiesta asistieron un total de 200.000 personas.[29]

- Festa on Tour (2018-2019): la fiesta cambia su formato habitual haciendo diversas paradas en diferentes ciudades de Cataluña. Es un espectáculo de 2 horas en el cual las entradas son limitadas con invitaciones gratuitas. En cada espectáculo, la familia del Super3 se encuentra con los ganadores del concurso de karaoke viajando de ciudad en ciudad en barco. La primera parada fue el sábado 27 de octubre en el Palacio Sant Jordi de Barcelona.[30] Posteriormente, actuaron en el Tarraco Arena Plaza de Tarragona el sábado 17 de noviembre,[31] el domingo 10 de febrero del año siguiente en el Pabellón Barris Nord de Lérida[32] y el sábado 30 de marzo en la Ciudad Deportiva de Blanes.[33]

### Canal Super3
El 18 de octubre de 2009, durante la celebración de la Festa dels Súpers, se creó el Canal Super3, en substitución de K3. Se trata de un canal de televisión para el público infantil que pertenece a Televisió de Catalunya. Está basado en la programación infantil original que continua activa con la emisión de gags de la Familia del Super3 entre serie y serie.

### Revistas

#### L'Avui dels Súpers
El 24 de septiembre de 1994, el periódico Avui lanza una revista semanal llamada L'Avui dels Súpers (El Hoy de los Súpers), una revista semanal que salía cada sábado junto con el periódico y el cual estaba formado por dieciséis páginas con pequeñas historias sobre Astérix, Lucky Luke, etc. Esta edición semanal duró hasta el 17 de junio de 1995 contando con una totalidad de 39 números publicados.

#### La Revista dels Súpers
Posteriormente, el 19 de octubre de 1996, en sustitución de L'Avui dels Súpers, se lanza un suplemento semanal llamado La Revista dels Súpers (La Revista de los Súpers), la primera revista del Club Super3, la cual estaba editada por Vang-3 Publicacions y que salía junto con el periódico La Vanguardia. La revista duraría hasta el 12 de julio de 1997 habiendo sacado 39 números de esta.
Un año más tarde, el 15 de agosto de 1998, la misma editorial volvería a lanzar la revista del club. Esta edición era mensual y se vendía independientemente de La Vanguardia. La revista contenía historietas de autores conocidos como Jim Davis, Schulz, etc., así como concursos y pasatiempos para el lector. La revista seguiría lanzando números mensuales hasta que cesaron las publicaciones en diciembre de 2008, contando con una totalidad de 125 números publicados.

#### Súpers!
Desde enero de 2010, el Canal Super3 dispone de revista propia llamada Súpers! (¡Súpers!), la cual era editada por Sàpiens Publicacions y estuvo bajo la dirección de Eva Santana. Esta revista parte de los valores lúdicos y pedagógicos del Canal Super3 para acercar a los niños a la natura, la ciencia y la cultura mediante los personajes de la familia. La revista estaba formada por 40 páginas a color en cuyo interior la protagonista era la propia imagen del canal y la cual contenía reportajes e historietas sobre la familia realizadas por Isaac Mugadella y Bonache. La revista dejó de publicarse en 2018, justo después de que saliera la edición de enero de ese mismo año, contando con una totalidad de 97 números publicados.

### Secciones
A partir de 2006, junto con el cambio al nuevo Club Super3, el programa empezó a emitir una serie de secciones dedicadas a descubrir a los socios del club.
- El Món dels Súpers (El Mundo de los Súpers): sección dedicada a descubrir las historias y las aficiones de los Súpers, los socios del club.
- SuperBèsties (SuperBestias): sección dedicada a las mascotas de los Súpers, que los presentan, demuestran sus habilidades y porqué para ellos son especiales.
- Tots som Súpers (Todos Somos Súpers): sección dedicada a mostrar el trabajo realizado por diferentes grupos formados por Súpers.
- SuperAvis (SuperAbuelos): sección dedicada a los abuelos de los Súpers, a descubrir sus historias y sus habilidades.
- Cuina per Súpers (Cocina Para Súpers): sección en la que los Súpers muestran los platos que ellos mismos cocinan.
- SuperMogudes (SuperMovidas):sección en la que los miembros de la familia del Super3 visitan a los Súpers para dar a conocer algún evento interesante que éstos hacen.
- It's Amazing: sección en la que los Súpers retan a la audiencia a adivinar el significado de palabras extranjeras.
- SuperBiblioteca: sección en el que los Súpers recomiendan a la audiencia libros que ellos han leído y que les ha gustado.

### Música

#### Música del Club Super3
El Club Super3 ha sacado a la venta diferentes casetes y, posteriormente, discos con la música que sonaba en el programa. Durante los primeros años, los cantantes de estos discos eran los propios personajes del club y un grupo de Súpers, el Cor del Club Super3 o Cor Coral·lí, grupo que actualmente sigue en activo pero totalmente desligado al programa. Se caracterizaban por interpretar música de creación propia pero también tradicionales, populares del país y de todo el mundo.

##### Principales
- Clubifaximàtic (1992)
- Clubitresicentmil (1994)
- Va Superfiu (1995)
- Clubisupersom (1996)
- Apasupersom-Hi (1998)
- Apasuperballa! (1999)
- SuperClubiDubidà (2001)
- Superclubitresfiu (2003)

##### Secundarios
- Súper Èxits (Rap del Súper 3) (1997)
- Súpermusics (1997)
- Transtomàtic Express (1997)
- Transtomàtic 2 (1998)
- Transtomàtic 3 (1999)
- Transtomàtic 4 (2000)
- Ruïnosa Gratand'on Gratand'off (2001)
- A les 3 per Molts Anys (2001)
- Superxiula! (2004)

##### Navideños
- Supernadales (1997)
- Superestrelles de Nadal (2000)
- Supernadales 2 (2002)

##### Dedicados a la Festa dels Súpers
- El Disc de la Festa dels Súpers (1998)
- El Disc de la Festa dels Súpers (Estadi Olimpic 1999) (1999)
- El Disc de la Festa dels Súpers (Estadi Olímpic 2000) (2000)

El 8 de noviembre de 2019, se lazó un álbum digital titulado Generació Tomàtic (jo També Vaig Sobreviure als 90) (Generación Tomátic (yo También Sobreviví a los 90)). Este álbum recoge las mejores canciones de Tomàtic y que sirve como acompañamiento del libro del mismo título y escrito por Andrés Palomino publicado el 14 de abril de 2016 para celebrar el 25 aniversario del club.

#### Música de la Familia del Super3
A partir del cambio de formato en 2006, Marc Parrot, compositor y cantante integrante del grupo Regreso a las Minas y autor de El Chaval de la Peca, sería el encargado de componer la mayoría de las canciones del club. Además, el coro fue eliminado y unos años después crearon los SP3, un grupo de jóvenes que interpretaban las canciones del club.

##### Principales
- Benvinguts al Club (2006): primer disco de la nueva etapa que afrontaba el club titulado Benvinguts al Club (Bienvenidos al Club), tema interpretado por Roc y Lila. Se podía encontrar un CD con 12 nuevas canciones, galerías de fotos y fondos de pantalla y un DVD con algunos videoclips, con dos versiones en karaoke cada una, gags emitidos en TV y vídeos de presentación de los personajes en formato de Es Busca... (Se Busca...).[42] El álbum se convirtió en Disco de Oro, título que no habían vuelto a recibir por un CD del club desde el lanzamiento de Apasupersom-Hi en 1998.[43]
- Anem a Veure Món (2008): segundo disco de la nueva etapa titulado Anem a Veure Món (Vamos a ver Mundo), tema interpretado por Roc y Pati Pla. Incluye 12 nuevas canciones, introduciendo al grupo musical del club: SP3. El álbum se podía adquirir en cuatro packs: el primero solo con el CD, el segundo con el DVD y la moqueta del club, el tercero con el CD, el DVD y la moqueta, y el cuarto con el CD, el MP3 del Club Super3 y la moqueta.
- Uh! Oh! No Tinc Por! (2011): tercer disco de la familia titulado Uh! Oh! No Tinc Por!, tema principal interpretado por Lila, que se sacó a la venta para la edición número 15 de la Festa dels Súpers de 2011. Incluye 10 nuevas canciones, entre ellas una nueva versión de la canción Tots som Súpers interpretada por algunos de los cantantes más famosos del pop catalán. Con motivo de la celebración del 20 aniversario del club, el álbum trajo consigo una mix que recogía fragmentos de las canciones más emblemáticas de la anterior etapa del club cantado por el grupo musical del club, SP3. El álbum se convirtió en Disco de Platino por haber vendido 40.000 copias de este.[44]
- Connectem (2013): cuarto disco de la familia titulado Connectem, tema principal interpretado por Pati Pla. Incluye 13 nuevas canciones, entre ellas una canción navideña, e introduciendo a los últimos miembros de la familia: Tru, Rick y Anna. En la sección de la web del club, RocPod, fue el primer lugar en anunciar el nuevo disco. El disco se puso a la venta el 5 de obtubre de 2013. El álbum se convirtió en Disco de Platino por haber vendido 40.000 copias de este.[45]
- Arkandú (2015): quinto disco de la familia titulado Arkandú, tema principal interpretado por Lila. Incluye 12 nuevas canciones, introduciendo al nuevo miembro de la familia: Desmond, y se puso a la venta el 15 de octubre de 2015. Es el primer CD del Club Super3 en el que participa la Orquesta Sinfónica de Barcelona y Nacional de Cataluña (OBC).[46] El álbum se convirtió en Disco de Platino por haber vendido 40.000 copias de este.[47]
- Tenim el Poder (2017): sexto disco de la familia titulado Tenim el Poder, tema principal interpretado por la familia del Super3. Incluye 10 nuevas canciones, introduciendo a los nuevos miembros de la familia: Nenúfar, Matoll, 6Q, Gal·la y Dan, y se puso a la venta el 7 de octubre de 2017.[48] El álbum se convirtió en Disco de Oro por haber vendido 20.000 copias de este.[49]

##### Musicales
- Super3, el Musical (2013): el 22 de noviembre de 2013, se anunció Super3, el Musical, obra de teatro interpretado por los propios personajes del programa, producido por Dagoll Dagom y que se pudo ver en el Teatre Victòria de Barcelona a partir del 14 de diciembre del mismo año. El sr. Pla ha secuentrado a Mildred, la araña amiga de Lila, y la tiene encerrada en un castillo embrujado y los miembros de la familia del Super3 van hacia allí a salvarla.[50] El 29 de julio de 2014, se lanzó un CD con las canciones que se podían escuchar en el musical con título homónimo. Desde el 28 de diciembre de 2014, la obra estaba disponible en algunos cines de Cinesa. También se sacó en formato DVD el 20 de octubre de 2015 y el musical ha podido verse en el canal.[51]

- La Família del Super3 a l'Illa de les Tortugues (2019): después del éxito de Super3, el Musical y de la Festa on Tour, en verano de 2019 se estrenó otro musical protagonizado por la familia del Super3. En esta nueva obra de teatro, titulada La Família del Super3 a l'Illa de les Tortugues (La Familia del Super3 en la Isla de las Tortugas), Nenúfar, Matoll, Àlex, Pau, Fluski, Pati Pla, el sr. Pla y Rick protagonizan una historia llena de música y aventuras, centrada en valores como la sostenibilidad, el respeto por la naturaleza, el trabajo en equipo y la confianza en los demás. Este musical se ha podido ver en el Festival Terramar de Sitges el 21 de julio de 2019 y en el Festival de Cap Roig el 17 de agosto del mismo año.[52] El 8 de noviembre de 2019, se lanzó un álbum digital con las canciones que se podían escuchar en el musical titulado con título homónimo. Esta obra de teatro se emitió en el Canal Super3 el 19 de junio de 2021 durante la emisión del final de la familia del Super3.[10]

#### Celebración del 25 aniversario del Club Super3
El 15 de octubre de 2016, con motivo de la celebración del 25 aniversario del Club Super3, se sacó a la venta Tots som Súpers, un doble CD con las canciones más populares de los 25 años del programa. En el primer CD se encuentra un recopilatorio de las canciones más emblemáticas del Club Super3 y en el segundo CD se encontraban las canciones más populares del Club Super3, tanto originales como de sus series, interpretadas por la Orquesta Sinfónica de Barcelona y Nacional de Cataluña junto con los cantantes y grupos musicales más representativos de Cataluña y que, en su infancia, fueron socios del club.
El 5 de noviembre de 2016, se celebró un concierto en el Auditorio de Barcelona donde se interpretaron las mejores canciones del club que se pueden escuchar en el CD 2 de los 25 años. Este concierto se emitió en TV3 el 25 de diciembre de 2016 y se puso a la venta en formato DVD el 2 de enero de 2017.
En marzo de 2017 se celebró en el auditorio de Gerona los premios Enderrock, la edición XIX en donde se premiaba a la música catalana, y el álbum Tots som Súpers recibió el premio en la categoría de disco para público familiar por votación popular.

#### Música SX3
A partir del segundo cambio que tuvo el club en el año 2022, y ante la ausencia de personajes centrales, los álbumes y sencillos que lanzaron posteriormente eran interpretados por los protagonistas de las nuevas series que llegaron en esta nueva etapa:

##### Beta
- Creu-Me! (2022)
- Aquest Nadal (2022)
- Full Festa (2023)
- Llimonada (2023)
- El Cor no Enganya Mai (2024)
- Som els Beta (2024)
- Molt bé (2025)
- Adéu, Adéu (2025)

##### Fa La La

###### Sencillos
- La Castanyera (2022)
- Tió de Nadal - Caga Tió (2022)
- La Biblioteca Està Plena de Llibres (2023)
- M'Agrada la Tardor (2023)
- El Trineu (Ding, Dang, Dong) (2023)
- Visca els Tres Reis (2024)

###### Álbumes
- Fa La La (2022)
- Fa La La Vol. 2 (2024)
- Fa La La Vol. 3 (2025)

##### Titò
- Titò (2022)

- Som-hi, Anem de Excursió! (2023)
- La Natura em fa Feliç (2025)
- Pim Pam Uiii (2025)

##### Fuet
- Fuet (2024)
- Fuet 2 (2025)

##### Otros
- Uau Ka Kau (2022)

### APP
En 2011 se sacó la aplicación de móvil del Club Super3 para móviles IOS y Android. En esta aplicación se podían encontrar los vídeos del Club Super3, las actividades y un juego. En 2016, esta aplicación ganó el premio Zapping en la categoría de mejor iniciativa a internet o app.

## Logotipos
- Febrero 1991 - septiembre 2006: el primer logotipo del Club Super3 era bastante simple. De fondo hay un triángulo de borde rojo y fondo azul. Delante de este triángulo, había un 3 gigante con contorno rojo y fondo amarillo rodeado por arriba por el rótulo del programa con forma curva y de color blanco. Al principio, este rótulo solamente contenía la palabra Super, pero, con el tiempo, se le añadió la palabra Club. Tanto el rótulo como el número 3 tenían una tipografía simple.
- Septiembre 2006 - octubre 2009: cuando el club sufrió el cambio radical, el logotipo cambia a un diseño casi parecido al anterior. El triángulo de fondo se vuelve más curvilíneo y pasa de tener dos a tener tres colores teniendo un contorno azul, otro contorno amarillo y un fondo rojo. El número 3 reduce su tamaño, y el rótulo aumenta . Al número 3 se le añade otro contorno más, teniendo un contorno azul, otro rojo y amarillo de fondo y con unas curvas de color blanco simulando tridimensionalidad. Al rótulo de encima también se le añade un contorno azul y se le elimina la palabra Club. La tipografía del 3 y del rótulo cambian a la tipografía Boldina Script.
- Octubre 2009 - octubre 2022: con la creación del Canal Super3, el logotipo sufre un cambio. El logotipo pasa de ser en 2D a 3D. El triángulo curvilíneo se mantiene pero sus contornos se reducen un poco. El rótulo desaparece y el número 3 ocupa la mayor parte del triángulo.
- Octubre 2022 - presente: con la renovación del club en octubre de 2022, el logo se rediseña por completo. Ahora el logotipo se compone únicamente por las letras S, X y el número 3. Las letras están formadas por figuras geométricas y flechas. Los colores predominantes han sido cambiados por el coral, el verde, el blanco, que son los que colorean el logotipo, y el morado, que se utiliza como el fondo predominante de fondo.

## Versión española
Anteriormente, existió en la plataforma de televisión de pago española Vía Digital un canal llamado Club Super3, producido conjuntamente por Teuve (Mediapark) y Televisió de Catalunya. El canal estuvo en antena desde 1997, distribuyéndose también por operadores de cable españoles, hasta su desaparición a finales de 2004 sustituido por Canal SuperÑ.